# L'Abbé Pierre : Une vie de combats
Pour l’article homonyme, voir Abbé Pierre.
Pour plus de détails, voir Fiche technique et Distribution.
L'Abbé Pierre : Une vie de combats est un film français réalisé par Frédéric Tellier et sorti en 2023. Il s'agit d'un film biographique sur l'Abbé Pierre.
Il est présenté hors compétition au festival de Cannes 2023.

## Synopsis
Élevé dans le catholicisme dans une famille bourgeoise, Henri Grouès est déterminé à devenir prêtre malgré son renvoi du couvent des Capucins de Crest. La Seconde Guerre mondiale va l'en empêcher. À la tête d'un régiment, il est longuement hospitalisé durant la guerre. Il entre ensuite dans la Résistance tout d'abord en aidant les réfractaires au Service du travail obligatoire. Il y fait la connaissance de Lucie Coutaz, qui lui donne le nom d'Abbé Pierre. Pendant la guerre, il voit l'horreur de la guerre et perd un ami au front. Jusqu’à sa mort en 2007, il va mener de nombreux combats, comme s'il avait de nombreuses vies. Il lutte pour aider les sans-abris et fonde notamment la communauté Emmaüs en 1949.

## Fiche technique
Sauf indication contraire, les informations mentionnées dans cette section peuvent être confirmées par la base de données cinématographiques Unifrance,  présente dans la section « Liens externes ».
- Titre original : L'Abbé Pierre : Une vie de combats
- Titre de travail : Les Onze Vies de l'Abbé Pierre
- Réalisation : Frédéric Tellier
- Scénario : Olivier Gorce et Frédéric Tellier
- Musique : Bryce Dessner
- Décors : Nicolas de Boiscuillé
- Costumes : Charlotte Betaillole
- Photographie : Renaud Chassaing
- Son : Antoine Deflandre et Hervé Guyader
- Montage : Valérie Deseine
- Production : Wassim Béji
- Production déléguée : David Giordano
- Sociétés de production : SND Films et WY Productions ; France 3 Cinéma (coproduction)
- Sociétés de distribution : SND (France) ; A-Z Films (Québec), JMH Distributions SA (Suisse romande)
- Budget : 15 millions €[2]
- Pays de production :  France
- Langue originale : français, quelques dialogues en allemand
- Format : couleur — Scope — son 5.1
- Genre : biographie, drame, historique
- Durée : 137 minutes
- Dates de sortie :
  - France : 26 mai 2023 (festival de Cannes) ; 8 novembre 2023 (sortie nationale)
  - Suisse romande : 8 novembre 2023
  - Québec : 22 décembre 2023[3]

## Distribution
- Benjamin Lavernhe : Henri Grouès, dit l'abbé Pierre
- Emmanuelle Bercot : Lucie Coutaz
- Michel Vuillermoz : Georges Legay
- Xavier Mathieu : Paul de Normandie
- Malik Amraoui : Ahmed
- Frédéric Weis[4] : Jules
- Suzanne-Marie Gabriel : Janine Porte
- Yann Cotty : Gégé Porte
- Chloé Stefani : Marlène Porte
- Amélie Bénady : Sylviane
- Antoine Laurent : François Garbit
- Léa Wiazemsky : la journaliste à la soupe populaire
- Joe Sheridan : Charlie Chaplin
- Martin Ploderer (de) : Albert Einstein
- Yann Lerat : journaliste à l'hôtel Rochester
- Alexandre De Caro : le traître
- Christophe Favre : un des administrateurs du Mouvement Emmaüs

## Production

### Genèse et développement
En janvier 2020, SND Films et WY Productions préparent un film sur l'Abbé Pierre. Frédéric Tellier est annoncé à la réalisation et coécrit le scénario avec Olivier Gorce. L'idée du film est née de l'envie de Wassim Béji et de SND Films de raconter la vie de cet homme. Wassim Béji explique : « L'abbé Pierre a eu une vie rocambolesque et était une vraie rock star. Raconter cette figure qui a traversé le XXe siècle, c’est raconter notre histoire. »
Pour développer le scénario, Frédéric Tellier s'est longuement documenté pendant environ 3 ans. Il a lu les livres écrit par l'Abbé Pierre ou par certains de ses proches, regardé des reportages ainsi que les fictions sur le même sujet (Hiver 54, l'abbé Pierre et Les Chiffonniers d'Emmaüs). Il s'entretient aussi avec des personnes l'ayant connu comme Laurent Desmard, qui a travaillé à un poste haut placé à Emmaüs et qui a été son secrétaire particulier.
Le titre originel, Les Onze Vies de l'Abbé Pierre, est une référence à Les Onze Fioretti de François d'Assise,.

### Attribution des rôles
Benjamin Lavernhe est annoncé dans le rôle-titre courant 2021.

### Tournage
Le tournage commence en décembre 2021. Il se déroule principalement à Paris (studios Ferber), en Île-de-France (Villeneuve-la-Garenne, Boissy-sous-Saint-Yon) et dans la région Auvergne-Rhône-Alpes (Lyon, Chambéry, Annecy et dans le Vercors,). Une séquence est tournée en juillet 2022 à Agon-Coutainville, dans le département de la Manche.
Les prises de vues s'achèvent en juillet 2022.

## Accueil

### Nomination
- César 2024 : Meilleur acteur pour Benjamin Lavernhe

### Sélection
- Festival de Cannes 2023 : sélection officielle, hors compétition

### Box office
Le film sort en France le 8 novembre 2023 dans 689 salles. Il réalise 39 504 entrées pour sa première journée .
Malgré un nombre de salles important, le film ne réalise que 350 564 entrées en première semaine.
Après 12 semaines d'exploitation, 825 763 entrées sont comptabilisées,.

### Postérité
La diffusion du film à la télévision est compromise en raison des révélations en 2024 des cas d'abus sexuels de l'abbé. Le réalisateur et l'équipe du film expriment un choc à la suite de l'affaire.